# Liste der Baudenkmäler in Leipheim

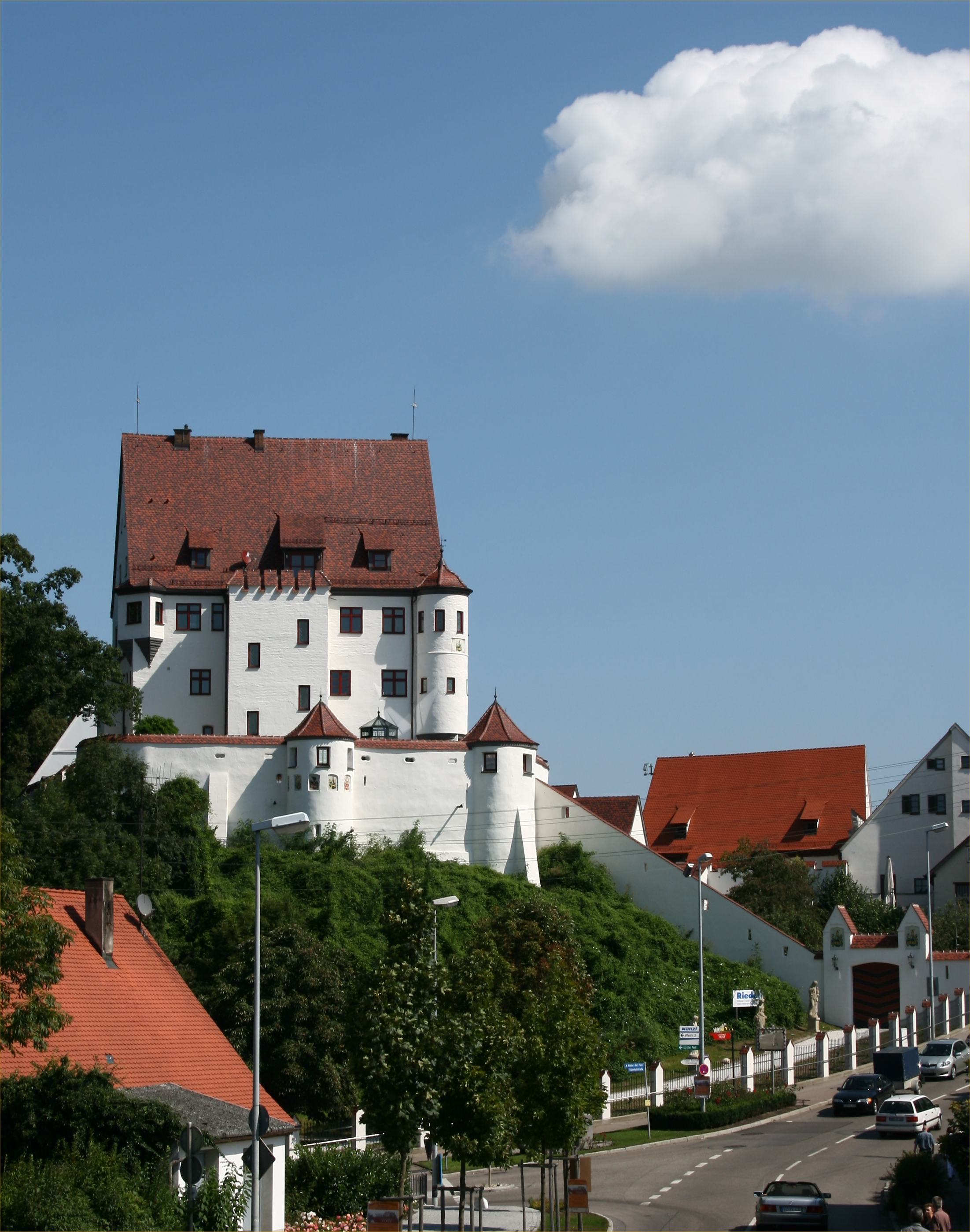
Schloss Leipheim

Auf dieser Seite sind die Baudenkmäler in der schwäbischen Stadt Leipheim zusammengestellt. Diese Tabelle ist eine Teilliste der Liste der Baudenkmäler in Bayern. Grundlage ist die Bayerische Denkmalliste, die auf Basis des Bayerischen Denkmalschutzgesetzes vom 1. Oktober 1973 erstmals erstellt wurde und seither durch das Bayerische Landesamt für Denkmalpflege geführt wird. Die folgenden Angaben ersetzen nicht die rechtsverbindliche Auskunft der Denkmalschutzbehörde.

## Ensemble

### Ensemble Altstadt
Das Ensemble umfasst das ca. 250 × 300 m große Rechteck der ummauerten und mit Stadtgräben bzw. dem Schlossgarten umgebenen Stadt. 
Die Gründung Leipheims erfolgte im frühen 14. Jahrhundert bei einem Donauübergang in der Nähe einer älteren Siedlung; der Ausbau wurde planmäßig betrieben unter Einbeziehung des Bereichs um die ältere Kirche und durch die Erhebung zur gefreiten Stadt 1330 befördert. In der Nordwestecke ist in dem Schlossbau des 16. Jahrhunderts, der auf eine ältere Burg zurückgeht, das alte Herrschaftszentrum erhalten. Die Anlage hatte gleichzeitig den Donauübergang zu sichern.
Im inneren Straßengeviert der Stadt, das den Umriss der Stadtanlage verkleinert wiederholt, kommt der Kirchstraße im Norden mit der mittelalterlichen Pfarrkirche und der Marktstraße im Westen mit dem Rathaus besonderes Gewicht zu; im Süden und Osten schließen sich diesen beiden Straßenzüge jeweils im rechten Winkel die Von-Richthofen-Straße und die Günzburger Straße an. Zwischen diesen Hauptstraßen sind gitterförmig Verbindungsgassen angeordnet, außerdem führen kurze Gassen zu den ehemaligen Stadttoren.
Die Bebauung, meist giebelständige Wohn-, ehemalige Handwerker- und Ackerbürgerhäuser, entstammt überwiegend dem 18./19. Jahrhundert; die Bauten sind meist zweigeschossig, offene Bauweise herrscht vor.
Schloss und Stadtpfarrkirche bilden die beherrschenden Akzente im Stadtbild.
Aktennummer: E-7-74-155-1.

## Stadtbefestigung
Von der Stadtbefestigung sind weitgehend Mauerzüge und vorgelagerte Gräben, zum Teil überbaut, erhalten. Die Anlagen entstammen dem 14./15. Jahrhundert. An der Nordwestecke ist das Schloss des 16. Jahrhunderts, im Kern wohl wesentlich älter, mit seinen Befestigungsanlagen in die Stadtbefestigung einbezogen. Die Stadttore sind nicht erhalten. 
Aktennummer: D-7-74-155-1
Einzelne Teile der Stadtbefestigung werden unter separaten Aktennummern geführt.
| Lage                                                               | Objekt                     | Beschreibung                                                                               | Akten-Nr.     | Bild           |
| ------------------------------------------------------------------ | -------------------------- | ------------------------------------------------------------------------------------------ | ------------- | -------------- |
| Einlaß 4, 5, 5 a, 6, 9 (Standort)                                  | Stadtmauer                 | Zugehörige Teilstücke, 14./15. Jahrhundert                                                 | D-7-74-155-1  | BW             |
| Günzburger Straße 1 a, 3 a, 5, 7, 9, 11, 13, 15, 17, 19 (Standort) | Stadtmauer                 | Zugehörige Teilstücke, 14./15. Jahrhundert                                                 | D-7-74-155-1  | BW             |
| Günzburger Straße 19 a (Standort)                                  | Wasserturm (Hauserlesturm) | unter Verwendung des südöstlichen Eckturms der Stadtbefestigung, 14./17. Jahrhundert       | D-7-74-155-1  | weitere Bilder |
| Hintere Gasse (Standort)                                           | Stadtmauer                 | Teilstücke, 14./15. Jahrhundert                                                            | D-7-74-155-1  | BW             |
| Hintere Gasse 10 (Standort)                                        | Stadtmauer                 | Zugehörige Teilstücke, 14./15. Jahrhundert                                                 | D-7-74-155-9  | BW             |
| Kirchstraße 13 (Standort)                                          | Stadtmauer                 | Zugehörige Teilstücke, 14./15. Jahrhundert                                                 | D-7-74-155-1  | BW             |
| Marktstraße 2, 4, 8, 10, 24, 26, 28, 30 (Standort)                 | Stadtmauer                 | Zugehörige Teilstücke, 14./15. Jahrhundert                                                 | D-7-74-155-1  | Stadtmauer     |
| Marktstraße 15 (Standort)                                          | Stadtmauer                 | Zugehörige Teilstücke der Stadtmauer, 14./15. Jahrhundert                                  | D-7-74-155-1  | BW             |
| Marktstraße 30 (Standort)                                          | Stadtgraben                | Stadtgraben vor der Südmauer der Stadtbefestigung, zum Teil überbaut, 14./15. Jahrhundert  | D-7-74-155-1  | BW             |
| Mühlstraße 1 (Standort)                                            | Stadtgraben                | Stadtgraben vor der Westmauer der Stadtbefestigung, zum Teil überbaut, 14./15. Jahrhundert | D-7-74-155-1  | BW             |
| Pfarrgasse 5 (Standort)                                            | Stadtmauer                 | Zugehörige Teilstücke, 14./15. Jahrhundert                                                 | D-7-74-155-1  | BW             |
| Schießgrabenstraße (Standort)                                      | Stadtgraben                | vor der Ostmauer der Stadtbefestigung, 14./15. Jahrhundert                                 | D-7-74-155-1  | BW             |
| Schloßhof 2 (Standort)                                             | Stadtmauer                 | Zugehöriges Teilstück, 14./15. Jahrhundert                                                 | D-7-74-155-28 | Stadtmauer     |
| Stadtberg (Standort)                                               | Stadtmauer                 | Zugehörige Teilstücke, 14./15. Jahrhundert                                                 | D-7-74-155-1  | BW             |
| Storchengasse (Standort)                                           | Storchenturm               | Südwestlicher Eckturm der Stadtbefestigung, 14./17. Jahrhundert                            | D-7-74-155-1  | Storchenturm   |
| Von-Richthofen-Straße 4, 6, 10, 12, 14, 16, 18, 20, 22 (Standort)  | Stadtmauer                 | Zugehörige Teilstücke, 14./15. Jahrhundert                                                 | D-7-74-155-1  | Stadtmauer     |
| Von-Richthofen-Straße 14 (Standort)                                | Mauerturm                  | Rest eines halbrunden Turms                                                                | D-7-74-155-1  | BW             |
| Wallgrabenstraße (Standort)                                        | Stadtgraben                | vor der Südmauer der Stadtbefestigung, z. T. überbaut, 14./15. Jahrhundert                 | D-7-74-155-1  | BW             |

## Baudenkmäler nach Ortsteilen

### Leipheim
| Lage                                                   | Objekt                                                             | Beschreibung | Akten-Nr.     | Bild                                                               |
| ------------------------------------------------------ | ------------------------------------------------------------------ | --- | ------------- | ------------------------------------------------------------------ |
| Einlaß 3 (Standort)                                    | Wohnhaus                                                           | Satteldachbau, Fachwerk verputzt, im Kern wohl 2. Hälfte 16. Jahrhundert | D-7-74-155-3  | BW                                                                 |
| Fliegerhorst Leipheim; Nähe Immelmannstraße (Standort) | Ehemaliges Offizierheim                                            | Winkelförmiger, erdgeschossiger Bau von 1937 mit südwestlich anschließendem Saal, Laubengang und Pavillon Zugehörig Skulptur Raub der Europa                                                                        | D-7-74-155-41 | Ehemaliges Offizierheim                                            |
| Hintere Gasse 5 (Standort)                             | Wohnhaus                                                           | Obergeschoss vorkragend, Fachwerk verputzt, Mitte 15. Jahrhundert | D-7-74-155-6  | BW                                                                 |
| Hintere Gasse 6 (Standort)                             | Wohnhaus                                                           | Obergeschoss Fachwerk verputzt, Krüppelwalmdach, 1454 (Dendro) | D-7-74-155-7  | Wohnhaus                                                           |
| Hintere Gasse 9 (Standort)                             | Ehemaliges Spital                                                  | 16.–19. Jahrhundert, mit Teilen einer Kapelle des 14. Jahrhunderts | D-7-74-155-8  | Ehemaliges Spital                                                  |
| Hintere Gasse 10 (Standort)                            | Ehemaliger Farrenstall, jetzt Wohnhaus                             | Fachwerkobergeschoss, Krüppelwalmdach, im Kern 1. Viertel 16. Jahrhundert Zugehöriges Teilstück der Stadtmauer, 14./15. Jahrhundert                                                                                 | D-7-74-155-9  | Ehemaliger Farrenstall, jetzt Wohnhaus                             |
| Kirchplatz 2 (Standort)                                | Ehemaliges Kantorhaus                                              | Obergeschoss mit verputztem Fachwerk, Satteldach westlich mit Halbwalm, 1700 | D-7-74-155-10 | Ehemaliges Kantorhaus                                              |
| Kirchstraße 1 (Standort)                               | Wohnhaus                                                           | Satteldachbau, im Kern wohl 18. Jahrhundert | D-7-74-155-11 | BW                                                                 |
| Kirchstraße 2 (Standort)                               | Evangelisch-Lutherische Pfarrkirche St. Veit                       | Spätromanische basilikale Anlage mit Chorturm, im 14. Jahrhundert ausgebaut und durch neuen Chor erweitert, Turm um 1444; mit Ausstattung                                                                           | D-7-74-155-12 | weitere Bilder                                                     |
| Kirchstraße 6 (Standort)                               | Gasthaus Germania                                                  | Im Kern 17./18. Jahrhundert, Fassadendekor, Schweifgiebel und Eckerker Anfang 20. Jahrhundert | D-7-74-155-13 | Gasthaus Germania                                                  |
| Marktstraße 5 (Standort)                               | Rathaus                                                            | Satteldachbau, Mitte 19. Jahrhundert | D-7-74-155-17 | Rathaus                                                            |
| Marktstraße 7 (Standort)                               | Wohnhaus                                                           | Obergeschoss und Giebel Fachwerk verputzt, 17./18. Jahrhundert | D-7-74-155-18 | BW                                                                 |
| Marktstraße 10 (Standort)                              | Hotel Krone                                                        | Im Kern Giebelhaus des 18./frühen 19. Jahrhunderts | D-7-74-155-19 | BW                                                                 |
| Marktstraße 12 (Standort)                              | Wohnhaus                                                           | Giebel in verputztem Fachwerk, Schopfwalmdach, im Kern wohl 17. Jahrhundert | D-7-74-155-20 | BW                                                                 |
| Marktstraße 14 (Standort)                              | Wohnhaus                                                           | Giebelbau, Obergeschoss Fachwerk, 17./18. Jahrhundert | D-7-74-155-21 | BW                                                                 |
| Marktstraße 18 (Standort)                              | Gasthaus Ochsen                                                    | Satteldachbau, teilweise Fachwerk verputzt, 18. Jahrhundert | D-7-74-155-22 | BW                                                                 |
| Pfarrgasse 5 (Standort)                                | Evangelisch-Lutherisches Pfarrhaus                                 | dreigeschossiger Satteldachbau, Obergeschosse Fachwerk verputzt, 1517 Teilstück der Stadtmauer, 14./15. Jahrhundert                                                                                                 | D-7-74-155-24 | Evangelisch-Lutherisches Pfarrhaus                                 |
| Schloßhof 1 (Standort)                                 | Schloss                                                            | Dreigeschossiger stattlicher Satteldachbau mit rundem Erkerturm Ringmauer mit halbrunden Türmchen, Zwinger zur Stadtseite; 1556–59, auf älterer Grundlage, 1640 erneuert Torwächterhaus Nach Norden und Westen Park | D-7-74-155-27 | weitere Bilder                                                     |
| Schloßhof 5 (Standort)                                 | Fachwerkstadel                                                     | hoher Satteldachbau in Fachwerkständerkonstruktion, im Kern 17./18. Jahrhundert, später verändert; zugehörig überbautes Teilstück der spätmittelalterlichen Schlosshofmauer.                                        | D-7-74-155-30 | Fachwerkstadel                                                     |
| Stadtberg 1 (Standort)                                 | Ehemaliges Gasthaus Blaue Ente, jetzt Heimatmuseum mit Heimatstube | Zwei- und dreigeschossig, mit steilem Satteldach, 17./18. Jahrhundert | D-7-74-155-31 | Ehemaliges Gasthaus Blaue Ente, jetzt Heimatmuseum mit Heimatstube |

### Riedheim
| Lage                                                                   | Objekt                                                                             | Beschreibung | Akten-Nr.     | Bild           |
| ---------------------------------------------------------------------- | ---------------------------------------------------------------------------------- | --- | ------------- | -------------- |
| Langenauer Straße (bei Nr. 20, vor der ehemaligen Schmiede) (Standort) | Ochsenbeschlagstelle                                                               | 19. Jahrhundert | D-7-74-155-38 | weitere Bilder |
| Langenauer Straße 22 (Standort)                                        | Evangelisch-Lutherische Pfarrkirche St. Ambrosius                                  | 15. Jahrhundert; mit Ausstattung                                                                                                | D-7-74-155-36 | weitere Bilder |
| Langenauer Straße 33 (Standort)                                        | Bauernhof                                                                          | In Hakenform, Wohnteil mit Fachwerkobergeschoss, 18. Jahrhundert                                                                | D-7-74-155-39 | weitere Bilder |
| Radstraße 8 (Standort)                                                 | Ehemalige Riedheim’sche Stammburg, ab 1502 Ulmisches Amtshaus, seit 1802 Bauernhof | Im Viereck angeordnete Anlage auf künstlich aufgeschüttetem Hügel, im Kern teilweise wohl noch 16. Jahrhundert, stark verändert | D-7-74-155-40 | weitere Bilder |

## Ehemalige Baudenkmäler
In diesem Abschnitt sind Objekte aufgeführt, die früher einmal in der Denkmalliste eingetragen waren, jetzt aber nicht mehr. Objekte, die in anderem Zusammenhang also z. B. als Teil eines Baudenkmals weiter eingetragen sind, sollen hier nicht aufgeführt werden. Aktennummern in diesem Abschnitt sind ehemalige, jetzt nicht mehr gültige Aktennummern.

| Lage                              | Objekt   | Beschreibung                       | Akten-Nr.     | Bild |
| --------------------------------- | -------- | ---------------------------------- | ------------- | ---- |
| Leipheim Marktstraße 1 (Standort) | Wohnhaus | Satteldachbau, 17./18. Jahrhundert | D-7-74-155-16 | BW   |